# برنامج الإعانة الجمعية لبلدان وسط أوروبا وشرقها

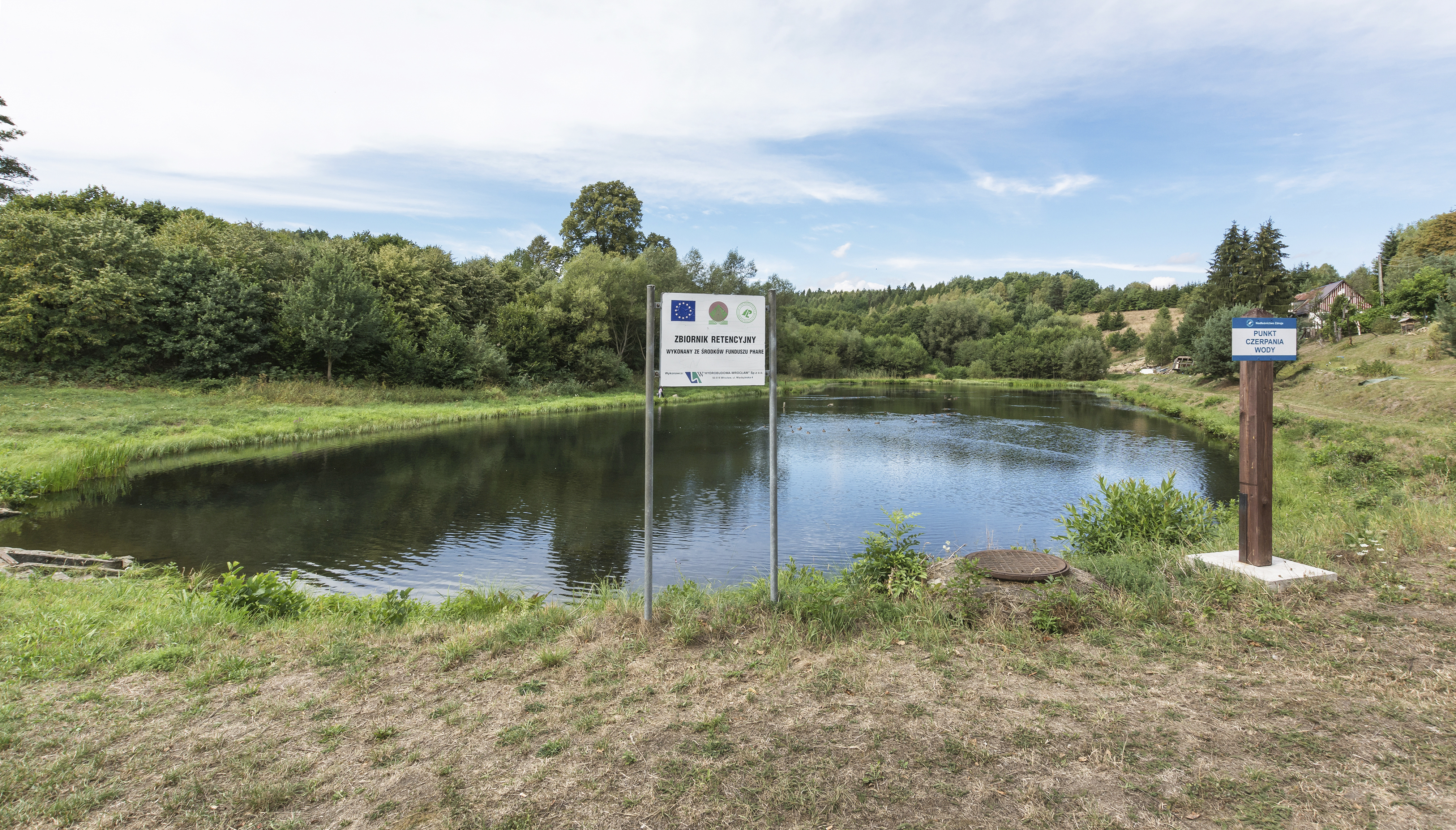

برنامج الإعانة الجمعية لبلدان وسط أوروبا وشرقها برنامج موله الاتحاد الأوروبي لمساعدة البلدان المرشحة من وسط وشرق أوروبا في استعداداتهما للانضمام إلى الاتحاد الأوروبي. وكان هذا التعاون يهدف إلى مساعدة هذه البلدان في فترة «إعادة الهيكلة» الاقتصادية الهائلة والتغيير السياسي.